# Valentin Mandelstamm
Valentin Mandelstamm, né le 15 décembre 1876 à Saint-Pétersbourg et mort le 1er juillet 1958 à Munich, est un écrivain et scénariste franco-russe.

## Biographie

### Jeunesse et famille
Valentin Mandelstamm naît en 1876 à Saint-Pétersbourg, fils de Maxime Mandelstamm et d'Hélène Kahn, son épouse,. Sa sœur cadette, Marguerite, naît en 1882 à Saint-Pétersbourg et son frère, Ernest Fabien, en 1885 à Paris, au 3, rue de la Néva, un an après que la famille s'est établie en France. En 1891, Maxime Mandelstamm devient docteur en médecine.
Valentin Mandelstamm étudie à l'école Monge (futur lycée Carnot) et obtient les diplômes de bachelier ès lettres et ès sciences des facultés de Paris. En 1898, il sort  de l'École centrale avec le diplôme d'ingénieur des arts et manufactures.
En 1900, lors du mariage de sa sœur avec le musicien Louis Abbiate, Valentin Mandelstamm est, tout comme le peintre Louis Hayet, l'un des témoins des mariés. Retirés à Maisons-Laffitte, sa mère et son père meurent respectivement en 1902 et 1903,.

### Carrière
Valentin Mandelstamm se fait connaître comme écrivain à partir de 1899, en publiant des recueils de poésie et plusieurs romans. En 1906, il est engagé par Firmin Gémier comme secrétaire général du théâtre Antoine. En 1911, il se voit confier les mêmes fonctions au sein de l'Olympia, puis en 1917 au sein de la Société Shakespeare, créée par Gémier. Mandelstamm continue par ailleurs son activité d'écrivain.
Il devient fournisseur des armées blanches lors de la Guerre civile russe (1918-1921). Après la Première Guerre mondiale, il partage sa vie entre la France et les États-Unis. Intéressé par le cinéma, il est envoyé dans les studios d'Hollywood, à Los Angeles, en tant que représentant de l'ambassade de France et du ministère de l’Instruction publique et des Beaux-Arts. De 1927 à 1932, il est ainsi chargé de mission à Hollywood pour le compte de l’ambassade de France, alors représentée par Paul Claudel, et surveille les « productions à atmosphère française » réalisées à Hollywood. Il œuvre ainsi à faire gommer les aspects « anti-français » de certaines productions américaines et se voit confier la mission de trouver des interprètes pour jouer des rôles de Français. Il rédige également de nombreux rapports destinés à l'ambassade à Washington, concernant l'évolution de l'industrie cinématographique américaine : L'Avènement des films parlants et synchronisés (1928), Étude sur le film parlant et ses rapports avec le cinéma américain (1928), Rapport sur le film parlant (1930), État du cinéma mondial (1932).
Son rôle à Hollywood est néanmoins ambigu : tantôt simple observateur, tantôt émissaire de l’ambassade de France et du ministère de l’Instruction publique et des Beaux-Arts, tantôt appointé par des compagnies américaines (notamment la Metro-Goldwyn-Mayer) afin de prévenir tout conflit diplomatique et de lutter en France contre la mise en place du contingentement en matière de cinéma.
Il meurt en 1958 et est inhumé au cimetière de Woodlawn à New York.

## Œuvres
- Rumeur, poésies, suivies de : les Choses, l'amour et la vie, parade, Paris, L. Vanier, 1899
- Autre Guitare, Paris, P. Ollendorff, 1900
- Le Lévite d'Éphraïm, drame antique en 5 actes et 4 tableaux, Paris, P. Ollendorff, 1901
- Tranquillement, Paris, P. Ollendorff, 1901
- Jim Blackwood, jockey, Paris, F. Juven, 1901. Adapté au cinéma par Georges Monca, Pathé frères, 1909[13]
- L'Amoral, Paris, éditions de la Plume, 1902 ; rééd. Paris, E. Fasquelle, 1907 [lire en ligne]
- Mémoires d'un grand de la Terre, Paris, E. Fasquelle, 1903
- Histoire du moine Taxis, Mercure de France, 1904
- Suzannah, Paris, E. Fasquelle, 1905
- Demi-amours, Paris, E. Fasquelle, 1907
- Un aviateur. Militza de Karélie, Paris, E. Fasquelle, 1908 ; rééd. Paris, P. Lafitte, 1911
- Le Conte des Maremmes et autres lieux, Paris, E. Fasquelle, 1909
- L'Affaire du grand théâtre, in Je sais tout, mars-avril-mai 1911 ; Paris, P. Lafitte, 1911. Adapté en scénario en 1916
- Sous les bombes, Paris, E. Fasquelle, 1911
- L'Empire du diamant, Paris, P. Lafitte, 1914
- La Cosaque (épisode de la guerre en Russie), Paris : E. Flammarion, 1917
- Le Banjo, Paris, E. Fasquelle, 1918
- Un affranchi, Paris, E. Fasquelle, 1921 [lire en ligne]
- New-York, in La Petite Illustration, nouvelle série, nos 40-43, 1922 ; Paris, Calmann-Lévy, 1926
- Le Secret d'Alta Rocca, Paris : J. Ferenczi, 1922, « Les grands romans cinéma »
- Hollywood, roman de mœurs cinématographiques, in Revue de Paris, septembre-novembre 1925 ; Paris, C. Lévy, 1925
- Le Crack, Paris, Calmann-Lévy, 1927
- État du cinéma mondial, in La Revue mondiale, février 1932
- Laminoir 17, Paris, éditions Baudinière, 1935 [lire en ligne]
- La Dame de Shanghaï, Paris, Éditions des Loisirs, 1938
- V 5, New York, Brentano's, 1945
- Un roman policier : Rendez-vous à Lisbonne, New York, Brentano's, 1945
- La Nuit du dictateur, in Les Œuvres libres. 320, Nouvelle série, no 94, 1954

## Iconographie
- Photographies de Valentin Mandelstamm, parues dans Le Monde illustré du 4 août 1923, dans Comœdia du 19 mars 1933